# Stéphane Le Gouvello
Stéphane Le Gouvello est un compositeur français de musiques de films.

## Biographie
Après un parcours de musicien professionnel et d'ingénieur du son pour la télévision et le cinéma il associe ces deux expériences pour se consacrer à la composition de musiques de films et de séries TV.
Il a composé pour les films Dans le cœur une hirondelle (2022), Le Village des ombres (2010), Les Lyonnais et La Vérité si je mens ! 3 de Thomas Gilou.
En 2015 il travaille sur les musiques de la série Braquo.
En 2016 il compose la musique des séries Contact et Guyane.
En 2018 il commence à composer pour la série Alexandra EHLE diffusée sur France 3

## Filmographie
Cinéma
- 2010 : Le Village des ombres[5]
- 2011 : Les Lyonnais[6]
- 2012 : La Vérité si je mens ! 3[7]
- 2022 : Dans le cœur une hirondelle (réal : Rima Samman)

Télévision
- 2003-2005 : Petit Vampire
- 2004-2006 : Aligator Bay
- 2007 : Heidi, 15
- 2008-2013 : RIS police scientifique
- 2012 : Baskup
- 2012 : Braquo
- 2013 : No Limit
- 2014 : Crossing Lines
- 2015 : Imposture (réal : Julien Despaux / TF1)
- 2015 : Section Zéro (Canal+)
- 2016 : Contact (Carma Films / TF1)
- 2016 : Guyane (Canal+)
- 2021 : Luther (TF1, avec Erwann Kermorvant)
- 2018-2023 : Alexandra EHLE (11 épisodes de 90' - prod : Carma Films / France 3)

Documentaire
- 2015 : L'Or vert de la Norvège de Séverine Bardon (Arte)

Courts métrages
- 1998 : Le Malin de Fouad Benhammou et Jérôme Genevray[8]
- 1999 : T’as pas d’cul Jack de  Fouad Benhammou et Jérôme Genevray
- 2000 : Don de sang de Fouad Benhammou et Jérôme Genevray
- 2001 : L'Élu de Jérôme Genevray et Fouad Benhammou
- 2002 : Le Lendemain matin de J. Genevray
- 2003 : Petite Fée de Jérôme Genevray
- 2003 : Citizen cake de Cédric Romain
- 2003 : Face cachée de Fouad Benhammou
- 2004 : Fixion de Fouad Benhammou (aussi en web série 12 épisodes)
- 2005 : À deux doigts de l’anneau de S. D'Agostini
- 2005 : In bed with Paula de Cédric Romain et Steve Guibert
- 2006 : La Pomme d’Adam, comédie de Jérôme Genevray
- 2007 : Tous ensemble de Fouad Benhammou
- 2008 : Humanity de Christophe Robledo
- 2011 : La Raccordiose de Loïc Nicoloff
- 2015 : Une simple formalité de Loïc Nicoloff